# Імена радянського походження
Імена радянського походження (рос. имена́ сове́тского происхожде́ния) — особові імена, що існують у мовах народів колишнього СРСР, наприклад в російській, татарській та українській мовах, що з'явилися після Жовтневого перевороту 1917 року в період розквіту в Радянському Союзі моди на неологізми й абревіатури.

## Історія
Злам колишніх суспільних підвалин і традицій наречення іменами, пов'язаними, насамперед, з обов'язковістю вибору імені для новонародженого по святцях при здійсненні обряду хрещення, надав батькам велику свободу вибору імен своїм дітям. Як особисті імена стали використовуватися різноманітні прозивні слова: назви рослин (Береза, Гвоздика, Дуб), мінерали (Рубін, Граніт), хімічні елементи (Радій, Вольфрам, Іридій, Гелій), топоніми (Волга, Гімалай, Казбек, Онега), технічні та математичні терміни (Медіана, Дизель, Комбайн, Дрезина, Трактор), професії (Танкіст(ка)), та інші слова, забарвлені революційною ідеологією (Ідея, Декабрист, Товариш, Воля, Зоря, Атеїст(ка), Свобода). Утворювалися й похідні форми (Октябрин(а), Ноябрин(а), Тракторин(а)). Подібну ім'ятворчість іноді називають семантичною антропонімізацією.
Великий масив особистих імен-неологізмів утворювався від революційних гасел, назв деяких органів нової влади, а також від імен і прізвищ революційних лідерів і комуністичних діячів (Владлен, Дамір, Кім, Сталіна, Рой, Еліна).
До імен радянського походження також відносяться і багато запозичених імен. Саме після Жовтневої революції відбувся значний приплив іноземних імен в СРСР. Деякі з них були пов'язані безпосередньо з діячами міжнародного комуністичного руху (Роза — на честь Рози Люксембург, Ернст — на честь Ернста Тельмана), деякі асоціювалися з героями «прогресивних» перекладних літературних творів чи історичними постатями (Жанна, Ерік, Рудольф, Роберт). Особливе місце посідає ім'я Світлана, яке хоч і було відоме раніше, але отримало популярність саме в 1920-х роках.
У післяреволюційну епоху увійшли до вжитку і неканонічні (не зазначені в церковних святцях) давньоруські і давньослов'янські імена, а також імена, які існують в інших слов'янських мовах (Світозар, Пересвіт, Мстислав, Милослава, Любомир, Ванда, Владислав). У післявоєнний період в міському середовищі поширились рідкісні доти імена — Валерій, Валерія, Ігор, Аеліта, Ізольда, Ізабелла. В 1970-80-і повернулася мода на давньоруські імена, такі як Микита, Гліб, Данило, Денис тощо.
Більшість імен радянського походження використовувались рідко й не прижилися, залишившись швидше історико-лінгвістичним курйозом; багато носіїв екзотичних імен, досягнувши повноліття, подали документи на зміну імені. Проте деякі з цих імен, складені милозвучно, наприклад, Владлен, Дамір, Ренат, Еліна, збереглися й набули досить широкої популярності.

## Використання в літературі
- Радянські імена висміюються в оповіданні Дмитра Євгеновича Галковського «Їсти чи не їсти?», побудованому у вигляді інтерв'ю з типовим шестидесятником на ім'я Нарєга Сосіпатровіч Етуаль, ім'я якого розшифровується як «Нарком Єжов — Гроза антирадянщиків».[6]
- Ілля Ільф і Євген Петров в фейлетоні «Мати» писали:

- |  | Новонародженого несли в місцевком. Тут відбувався церемоніал вручення подарунка. Дарували завжди одне і те ж — червону сатинову ковдру. Але вже за цю ковдру голова місцевкому брав реванш — над колискою немовляти він вимовляв двогодинну доповідь про міжнародне становище. Новонароджений, натурально, заходився (в. зн. сильно кричав), але досвідченому оратору нічого не коштувало його перекричати. Дорослі тоскно курили. Оркестр часто грав туш. Після закінчення доповіді дещо посинілому немовляті давали ім'я: хлопчика називали Доброхім, а дівчинку — Кувалда, сподіваючись, що дітей будуть так називати все життя. Потім всі з почуттям якоїсь незручності йшли додому, а голова, залишившись один, виймав відомість і з задоволенням записував: «За минулий квартал проведено політобєдних перерв — 8, культшквалів — 12, Октябрин — 42». Вдома, звісно, все приходило в норму. Доброхіма називали Дімою, а Кувалду, природно, Клавдією. Але почуття незадоволеності залишалося ще довго. Оригінальний текст (рос.) Новорожденного несли в местком. Здесь происходил церемониал вручения подарка. Дарили всегда одно и то же — красное сатиновое одеяло. Но уж за это одеяло председатель месткома брал реванш — над люлькой младенца он произносил двухчасовой доклад о международном положении. Новорожденный, натурально, закатывался, но опытному оратору ничего не стоило его перекричать. Взрослые тоскливо курили. Оркестр часто играл туш. По окончании доклада несколько посиневшему младенцу давали имя: мальчика называли Доброхим, а девочку — Кувалда, надеясь, что детей будут так называть всю жизнь. Потом все с чувством какой-то неловкости шли домой, а председатель, оставшись один, вынимал ведомость и с удовлетворением записывал: «За истекший квартал проведено политобеденных перерывов 8, культшквалов — 12, октябрин — 42». Дома, конечно, все приходило в норму. Доброхима называли Димой, а Кувалду, естественно, Клавдией. Но чувство неудовлетворенности оставалось ещё долго. |
- Корній Чуковський в книзі «Живий як життя» (глава «Умслопогаси») писав:

|  | В даний час загальна пристрасть до скорочення слів мало-помалу згасла. Тим дітям, які при народженні нарікалися такими екзотичними іменами, як Аванлюд (Авангард Людства), Слачела (Слава Челюскінців), Новера (Нова Ера), Гетькап (Геть Капіталізм) (рос. Долкап (Долой Капитализм) та ін., Тепер уже років сорок, не менш, і своїх дітей вони називають вже по-людськи: Танями, Олями, Володями, Ванями. І ще один постраждалий: Сиврен — скорочена форма чотирьох чудових слів: Сила, Воля, Розум, Енергія. Можна бути твердо впевненим, що жоден з його синів не буде Сивреном Сивреновичем. Оригінальний текст (рос.) В настоящее время всеобщая страсть к сокращению слов мало-помалу потухла. Тем детям, которые при рождении нарекались такими экзотическими именами, как Аванчел (Авангард Человечества), Слачела (Слава Челюскинцам), Новэра (Новая Эра), Долкап (Долой Капитализм) и пр., теперь уже лет сорок, не меньше, и своих детей они называют уже по-человечески: Танями, Олями, Володями, Ванями. И ещё один пострадавший: Сиврэн — сокращенная форма четырёх замечательных слов: Сила, Воля, Разум, Энергия. Можно быть твёрдо уверенным, что ни один из его сыновей не будет Сиврэном Сиврэновичем. |

- Радянські імена в творах М. А. Булгакова:
  - Бебеліна (походить від прізвища Августа Бебеля; відомо з розповідей Михайла Булгакова[7], можливо, вигадано автором)
  - Пестеліна (походить від прізвища П. І. Пестеля; відомо з розповідей Михайла Булгакова[7], можливо, придумано автором[8].)
  - Поліграф (Поліграф Поліграфович Шаріков) — ім'я літературного персонажа з повісті Михайла Булгакова «Собаче серце».
- Нові імена відображені у вірші Олександра Прокоф'єва «Країна приймає бій» (1930):

|  | Ми святці похеріли ... Не імена — Лука, Фома і Митродор. Їх за пояс відразу ж заткнуть — Револа і Автодор. Такі пройдуть по всій землі, порушивши ЇЇ спокій. Лука дивується, чому назвали його Лукою. Фома від Луки недалеко пішов. А поруч, увійшовши в азарт, Ворочає глину і камінь-валун — радянський син Автодор. </ poem> Оригінал (рос.) <poem>Мы святцы похерили… Не имена — Лука, Фома, Митродор. Их за пояс сразу всегда заткнут — Револа и Автодор. Такие проходят по всей земле, нарушив земли покой. Лука удивляется, почему назвали его Лукой. Фома от Луки недалеко ушел. А рядом, войдя в задор, Ворочает глину и камень-валун — советский сын Автодор. |

- Також це відобразив поет Євген Долматовський у вірші «Октябрини»:

|  | Сергіями, Андріями, Іванами, Іринами, Маринами й Тетянами Тепер дітей намагаються називать … А був час — йменнями дивними Обдаровували їх батько та мати … Ось стали дорослими, а то і старими Енергія, Ванцетті, Володар І Воєнмор — на славу червоної армії, І Трудомір — на честь миру і праці … Оригінал (рос.) <poem>Сергеями, Андреями, Иванами, Иринами, Маринами, Татьянами Теперь детей стараются назвать… А было время — именами странными Одаривали их отец и мать… Вот стали взрослыми, а то и старыми Энергия, Ванцетти, Володар И Военмор — во славу красной армии, И Трудомир — в честь мира и труда… |

- Поет Самуїл Маршак писав:

|  | Якщо тільки ти мудрий, Ти не даси хлоп'ятам Настільки вигадливих імен, Як Рубій та Атом ... Нехай зрозуміють батько і матір, Що з прізвисько оцим Повік доведеться вікувати Горезвісним дітям … Оригінал (рос.) <poem>Если только ты умён, Ты не дашь ребятам Столь затейливых имён, Как Протон и Атом. … Пусть поймут отец и мать, Что с прозваньем этим Век придётся вековать Злополучным детям… |

- Лев Успенський критикує цей звичай у своїй книзі «Ти і твоє ім'я» (1960):

|  | Мало хто знає тепер, що свого часу, в двадцятих і на початку тридцятих років нашого століття, було зроблено кілька відважних спроб створити для населення нашої країни щось на кшталт «радянських святоцтв». Протягом декількох років різними видавництвами було випущено чимало календарів, що містили, так би мовити, рекомендаційні списки нових імен. Списки ці включали велику кількість пропозицій; серед них зустрічалися і зовсім непогані. І все ж, якщо ви переберете своїх знайомих або заглянете в будь-який список громадян, які народилися вже після Жовтневої революції, ви побачите: переважна більшість їх носить звичайнісінькі, звичні, стародавні (тобто введені ще церквою) імена. У чому ж тут справа? Чому це так? Чому спроби наших номофілів повисли в повітрі? Адже начебто немає ніяких причин нашим людям так завзято триматися за старі часи. Чому б справді не взяти поруч з добре відомими і будь-яке число нових, - красивих, і по звуку і за значенням, імен? Щоб вирішити, чому цього не сталося до сих пір, подивимося, як будувалися ті «червоні святці», про які я щойно згадував. Чого-чого тільки не пропонували на вибір для перетворень імен наївним людям - їх укладачі! То їм здавалося, що для цього можна спокійно використовувати будь-яке слово, аби воно називало яке-небудь значне і нове явище в житті нашої країни. Радили дівчаток називати: Електрифікація, Хімізація, хлопчиків - Дніпрогес, Магнітобуд, Донбас або як-небудь ще в такому ж роді. При цьому абсолютно не брали до уваги, що ніхто не погодиться носити ім'я-змію, в сім або вісім складів завдовжки, «неспроможна вміститися не тільки в елегії», а й в найпростішій мові. Як висловився колись один спритний маленький хлопчик: «Я такого слова і сказати не можу: мені роту важко говорити такі слова». А йому треба було вимовити просте ім'я Людмила. Звичайно, кожен хоче, щоб його ім'я було зручним у вимові, коротким і милозвучним. Тим часом слово «хімізація» не володіє другим з цих властивостей, а «е-лек-три-фі-ка-ці-я» - ні першим, ні другим. Наша мова має схильність по можливості скорочувати всі довгі слова, навіть найповсякденніші; ми охочіше говоримо «метро», ніж «метрополітен», замінили коротким «кіно» довге «кінематограф», ніколи не втрачаємо сказати «фото» замість «фотографія». Мова - розумний ледар; він не любить зайвої роботи там, де можна обійтися малим зусиллям. Так невже ж хто-небудь погодиться причепити собі навік ім'я, точно зібране з незграбних деталей якогось словесного конструктора? «Як вас звати?» - «Мене? Електрифікація Магнітострівна ... » Хотіли б ви представлятися так знайомим? Звичайно, ні! Кожен воліє за краще милуватися своїм ім'ям, навіть трохи пишатися ним. "Мені ім'я дали при хрещенні Анна, Найсолодше для губ людських і слуху … " Так, і не без гордості, писала про себе поетеса А. Ахматова. Що ж, можна зрозуміти цю гордість. А спробуйте так само помилуватися іменами на кшталт Децентралізація або Мінгечаурстрій! Звичайно, вони не витримали випробування; життя сердито відкинуло їх. Оригінальний текст (рос.) Мало кто знает теперь, что в своё время, в двадцатых и в начале тридцатых годов нашего века, было сделано несколько отважных попыток создать для населения нашей страны нечто вроде «советских святцев». На протяжении нескольких годов разными издательствами было выпущено немало календарей, содержавших, так сказать, рекомендательные списки новых имен. Списки эти включали большое число предложений; среди них встречались и совсем неплохие. И все же, если вы переберете своих знакомых или заглянете в любой список граждан, родившихся уже после Октябрьской революции, вы увидите: подавляющее большинство их носит самые обыкновенные, привычные, стародавние (то есть введенные ещё церковью) имена. В чём же тут дело? Почему это так? Почему попытки наших номофилов повисли в воздухе? Ведь как будто бы нет никаких причин нашим людям так упорно держаться за старину. Почему бы в самом деле не принять рядом с хорошо известными и любое число новых, — красивых, и по звуку и по значению, имен? Чтобы решить, почему этого не произошло до сих пор, посмотрим, как строились те «красные святцы», о которых я только что вспоминал. Чего-чего только не предлагали на выбор для превращения в имена наивные люди — их составители! То им казалось, что для этого можно спокойно использовать любое слово, лишь бы оно называло какое-нибудь значительное и новое явление в жизни нашей страны. Советовали девочек называть: Электрификация, Химизация, мальчиков — Днепрогэс, Магнитострой, Донбасс или как-нибудь ещё в таком же роде. При этом совершенно упускали из виду, что никто не согласится носить имя-змею, в семь или восемь слогов длиною, «не способное уместиться не только в элегии», но и в самой простой речи. Как выразился когда-то один находчивый маленький мальчик: «Я такого слова и сказать не могу: мне роту тяжело говорить такие слова». А ему надо было выговорить простое имя Людмила. Конечно, каждый хочет, чтобы его имя было удобным в произношении, коротким и благозвучным. Между тем слово «химизация» не обладает вторым из этих свойств, а «э-лек-три-фи-ка-ци-я» — ни первым, ни вторым. Наш язык имеет склонность по возможности сокращать все длинные слова, даже самые обыденные; мы охотнее говорим «метро», чем «метрополитен», заменили коротким «кино» длинное «кинематограф», никогда не упускаем сказать «фото» вместо «фотография». Язык — умный лентяй; он не любит лишней работы там, где можно обойтись малым усилием. Так неужели же кто-либо согласится прицепить себе навек имя, точно собранное из неуклюжих деталей какого-то словесного конструктора? «Как вас зовут?» — «Меня? Электрификация Магнитостроевна…» Хотели бы вы представляться так знакомым? Конечно, нет! Каждый предпочтет любоваться своим именем, даже немного гордиться им. «Мне имя дали при крещенье Анна, Сладчайшее для губ людских и слуха…» Так, и не без гордости, писала о себе поэтесса А. Ахматова. Что ж, можно понять эту гордость. А попробуйте так же полюбоваться именами вроде Децентрализация или Мингечаурстрой! Конечно, они не выдержали испытания; жизнь сердито отбросила их. |

- У творі В. Войновича «Життя і незвичайні пригоди солдата Івана Чонкіна» «патріотично налаштована» мати називає народжених нею близнюків Догнатієм і Перегнатієм (на честь гасла «Наздогнати і перегнати Америку»). Імена, по-видимому, вигадані автором з метою висміяти імена радянського походження.
- У серії детективів Дар'ї Донцової про Віолу Тараканову по-батькові головної героїні — Ленінідовна (ім'я Ленінід — від Ленінські ідеї).
- У повісті Вадима Шефнера «Халупа боржника» головний герой Павло білявий в 60-і роки в СРСР знайомиться з секцією СеВивЧІП (Секція Вивчення Чудових Імен і Прізвищ), в яку входили люди з незвичайними іменами і прізвищами, наприклад: Голгофа Патриківна Нагішом, Нічка Демосфен Іванович, Медицина Павлівна, Трактор тощо.